# Стипендії Президента України дітям журналістів, які загинули у зв'язку з виконанням службових обов'язків
Стипендії Президента України дітям журналістів, які загинули у зв'язку з виконанням службових обов'язків встановлено Указом Президента України від 30 квітня 2002 року.

## Суб'єкти призначення стипендії
Призначена для дітей журналістів, які під час виконання професійних обов'язків:
- загинули (померли), у тому числі загинули (пропали безвісти) у районі проведення антитерористичної операції,
- або померли внаслідок поранення (контузії, травми або каліцтва), одержаних у районі проведення антитерористичної операції,
- або яким встановлено інвалідність I чи II групи у зв'язку з виконанням професійних обов'язків.

### Умови
Стипендії призначаються і виплачуються:
- дітям до 18 років,
- дітям-інвалідам — до 23 років.
- У разі коли діти навчаються за денною формою у навчальних закладах, стипендії виплачуються до закінчення навчання, але не більш як до досягнення ними 23 років.

### Особливі умови
У разі смерті стипендіата або його виїзду на постійне проживання за межі України виплата стипендії припиняється.
Стипендіат може бути позбавлений стипендії Президентом України за поданням Кабінету Міністрів України на підставі пропозиції Державного комітету телебачення і радіомовлення України та клопотання професійних або громадських об'єднань журналістів.

## Уповноважені органи
Стипендії призначає Президент України за поданням Кабінету Міністрів України.

Пропозиції щодо призначення стипендій подаються до Уряду Державним комітетом телебачення і радіомовлення України разом із клопотанням професійних або громадських об'єднань журналістів

## Джерело фінансування
Стипендії виплачуються з Державного бюджету України незалежно від одержуваних стипендії у навчальному закладі, грошового утримання або пенсії. Стипендії виплачуються Державним комітетом телебачення і радіомовлення України за місцем проживання стипендіата або перераховуються за його заявою на рахунок у банку.

## Розмір стипендії та строки дії
Стипендія призначається строком на один рік і виплачується щомісяця у розмірі 1,5 прожиткового мінімуму на одну особу, встановленому законом. Після закінчення зазначеного строку стипендіат має право на повторне звернення щодо призначення стипендії.
Кількість стипендій невизначена.

## Історія призначень
Стипендії Президента України дітям наступних журналістів, які загинули у зв'язку з виконанням службових обов'язків:
- Александрова Ігоря Олександровича;
- Веремія В'ячеслава Васильовича;
- Іванова Володимира Івановича;
- Лабуткіна Дмитра Віталійовича;
- Ніколаєва Сергія Владиславовича;
- Шарикова Віктора Олексійовича.